# عبدالرحیم‌بیگ حقوردی‌اف
عبدالرحیم‌بیگ حقوردی‌اف (ترکی آذربایجانی: Əbdürrəhim bəy Haqverdiyev) نمایشنامه‌نویس، مدیر نمایش و سیاستمدار اهل جمهوری آذربایجان بود.

## زندگی‌نامه
وی در ۱۷ مه سال ۱۸۷۰ در روستا «آق‌بولاق» شهرستان شوشی به دنیا آمد. دوره راهنمایی خود را در سال ۱۸۸۰ در مدرسه تابستانی موقت «یوسف بیگ» در شوشی پشت سر گذاشت. بین سال‌های ۱۸۸۱ تا ۱۸۹۰، در مردسه «رئالنی» شوشی تحصیل کرد. بین سال ۱۸۹۱ تا ۱۸۹۹، در دانشگاه «مهندسان راه سن پترزبورگ» به تحصیل پرداخت. در دوران دانشجویی به عنوان دانشجوی مهمان در دانشکده شرق‌شناسی نیز در دروس حاضر شد. این نیز تأثیرات زیادی در بروز علاقه وی به ادبیات گذاشت. در همان سال‌ها وی آثار «می‌خوری گوشت گاز را، می‌بینی لذتش را» (۱۸۹۲) و «اتحاد از هم پاشیده» (۱۸۹۶) به تحریر درآورد. آثر «اتحاد از هم پاشیده» در سال ۱۸۹۹ در سن پترزبورگ به انتشار رسید.
بعد از فراغت از تحصیل به شوشی برگشته و آنجا نمایش‌هایی برپا نمود. بین سال‌های ۱۹۰۲–۰۳، در باکو به ریاست وی کنسرت‌های شرقی تشکیل شد. در باکو اولین داستان‌های خود را به نام‌های «پدر و پسر» و «شهادت ماه» نوشت و تحت عنوان «دو داستان» منتشر کرد. پس از انقلاب سال ۱۹۰۵، به عنوان نمایندهٔ استان گنجه به دومای روسیه راه یافت و راهی سن‌پترزبورگ شد. در آنجا در کتابخانه دولتی مطالبی برای نوشتن کتاب جدید (آقا محمد شاه قاجار) جمع‌آوری و به استان مازندران مسافرت نمود. در ۱۲ ژانویه سال ۱۹۰۸ که اپرای «لیلی و مجنون» به نمایش درآمد، وی به عنوان اولین رهبر ارکستر هدایت گروه کر و ارکستر را بر عهده داشت. زمانی که در سازمان «نجات» و اداره کشتیرانی «کور خزر» کار می‌کرد، به قفقاز جنوبی، داغستان، آسیای مرکزی و کشورهای حوزه رود ولگا مسافرت نموده و داستان‌هایی با لقب‌هایی همچون «جیران‌علی»، «هیولا»، «سخره»، «موزالان» و غیره… در مجلهٔ ملانصرالدین منتشر کرده‌است.
در سال ۱۹۱۰، هنگامی که در هشترخان زندگی می‌کرد، در کارهای اجتماعی شهر فعال بود. بعد به شهر آق‌دام منتقل شده و بین سال‌های ۱۹۱۱–۱۹۱۵ در آنجا به سر برد. در میان سال‌های ۱۹۱۶ تا ۱۹۱۷، تصدی یک نشریه ماهانه به نام «خبرهای بخش قفقاز اتحاد شهرها» به عهده داشت. پس از تشکیل شوروی در آذربایجان به چند وظیفه دیگر نیز گماشته شد. وی در ۱۷ دسامبر سال ۱۹۳۳ درگذشت و در پارک مفاخر باکو دفن شد.
یکی از خیابان‌های حومه «یاسامال» باکو وامدار اسم عبدالرحیم‌بیگ حقوردی‌اف است.

## آفرینش
عبدالرحیم‌بیگ حقوردی‌اف وفتی که در مدرسهٔ «رئالنی» شوشی مشغول درس خواندن بود، شروع به نویسندگی نمود. در سال ۱۸۸۴، با الهام از میرزا فتحعلی آخوندزاده نمایش‌نامه ای کوچک به اسم «حاج داشدمیر» نوشت. همگام دوران دانشجویی در سن‌پترزبورگ به نویسندگی راغب تر شد. در همان دوره، درام «می‌خوری گوشت گاز را، می‌بینی لذتش را» (۱۸۹۲) و تراژدی «اتحاد از هم پاشیده» (۱۸۹۶) را به تحریر درآورد. در سال ۱۸۹۹، به آذربایجان بازگشته و برای مدتی در باکو زندگی کرد. اینجا هم مدرس بود، هم در نمایش‌هایی در تئاترها کارگردانی می‌کرد. همزمان به نویسندگی خود نیز ادامه می‌داد. با نوشتن تراژدی‌های «جوان بدشانس» (۱۹۰۰) و «پر جادی» (۱۹۰۱) آثار جدیدی را به نمایشنامه‌نویسی آذربایجانی به ارمغان آورد.
در سال ۱۹۰۶، داستان‌هایی در مجلهٔ «حیات» و پاورقی‌ها و مضحکه‌هایی با نام‌های استعاری در مجلهٔ ملانصرالدین منتشر می‌کرد. علاوه بر اینها، تعداد زیادی از داستان‌ها و نمایشنامه‌ها نیز نوشته‌است.